# Autobahndreieck Neuenburg
Das Autobahndreieck Neuenburg (kurz: Dreieck Neuenburg, Abkürzung: AD Neuenburg) ist ein Autobahndreieck in Baden-Württemberg zwischen Freiburg im Breisgau und Basel. Es befindet sich unmittelbar östlich der Landesgrenze zwischen Deutschland und Frankreich in der Nähe von Mulhouse. Das Dreieck verbindet die deutsche Bundesautobahn 5 (Hattenbacher Dreieck – Frankfurt am Main – Basel) und die französische Autoroute A36 (La Comtoise).

## Lage und Bauform
Das Dreieck befindet sich auf dem Gebiet der Stadt Neuenburg am Rhein unmittelbar östlich des deutsch-französischen Grenzflusses Rhein. Die umliegenden Städte und Gemeinden sind auf deutscher Rheinseite Auggen und Schliengen, auf französischer Rheinseite Ottmarsheim und Hombourg. Das Dreieck befindet sich etwa 35 km südwestlich von Freiburg, etwa 15 km östlich von Mülhausen und etwa 25 km nördlich von Basel.
Es wird die aus Frankreich kommende Autoroute A36 (aus Richtung Beaune/Mülhausen) an die deutsche Bundesautobahn 5 angebunden. Zwischen der Grenze und dem Dreieck ist der nur etwa 400 Meter lange deutsche Abschnitt der Autoroute 36 ebenfalls als Bundesautobahn 5 (BAB 5ast) klassifiziert. Früher wurde dieser Abschnitt als Bundesautobahn 862 bezeichnet, die damit die kürzeste Autobahn Deutschlands war.
Als Bauform wurde die linksgeführte Trompete gewählt. Die A 5ast wird über die reguläre A 5 geführt. Bis auf die direkte Rampe West–Süd und einen Teil der indirekten Rampe Süd–West sind alle Fahrbahnen zweistreifig ausgebaut. Der Hohlebach, der weiter nördlich in den Rhein mündet, wird zweimal mit Brücken überspannt. Am Rheinufer wird eine Straße überbrückt, von der aus zwei Betriebsauffahrten auf die Autobahn treffen.

## Verkehrsaufkommen
| Von                           | Nach                               | Durchschnittliche tägliche Verkehrsstärke | Anteil Schwerlastverkehr |
| ----------------------------- | ---------------------------------- | ----------------------------------------- | ------------------------ |
| AS Hartheim/Heitersheim (A 5) | AD Neuenburg                       | 51.500                                    | 16,1 %                   |
| AD Neuenburg                  | Grenzübergang Ottmarsheim (A 5AST) | 17.300                                    | 24,2 %                   |
| AD Neuenburg                  | AS Efringen-Kirchen (A 5)          | 42.800                                    | 13,1 %                   |